# BORN (バンド)
BORN（ボーン）は、日本のインディーズヴィジュアル系ロックバンド。

## 概要
2007年結成。当時は「D＆L（ディエル）」とバンド名で同年5月から活動を始めた。
2008年4月にバンド名をBORNに改名し、高田馬場AREAでBORNとしての初ライブを行なう。
2010年にIndie PSC. へ加入した。 

## メンバー
Vocal：猟牙（りょうが）
- 7月3日生まれ

Guitar：K（けい）
- 5月26日生まれ A型

Guitar：Ray（れい）
- 7月10日生まれ O型 福岡県出身

Drums：TOMO（とも）
- 11月18日生まれ A型

### 関係者
Bass：KIFUMI(きふみ)
- 6月12日生まれ O型 鹿児島県出身
  - 一身上の都合により、2013年3月16日を以て一時離脱していたが、2014年2月28日をもって正式脱退になった。

サポートBass：美央（みお）
- 11月16日生まれ A型
  - 元Lycaonのベーシスト。KIFUMIの離脱、脱退後もサポートとして加入。

## ディスコグラフィ

### シングル
1. [-tHiNk-]（2008年6月11日）500枚限定
2. with hate（2008年10月22日）500枚限定
3. 春煌花 -SAKURA-（2009年4月28日）
4. felony TYPE B -DECADANCE SESSION-（2009年7月8日）500枚限定（会場限定版）
5. felony TYPE A -DECADANCE SESSION-（2009年7月8日）500枚限定（流通版）
6. RED HOT COBRA（2010年1月27日）
7. DEMONS（2011年6月15日）
8. Psycho Diva（2011年9月14日）
9. ProudiA（2011年12月7日）-オリコンインディーズチャート5位
10. BLASTED ANIMALS（2012年7月4日）
11. Devilish of the PUNK（2013年1月23日）
12. HONESTY (2013年6月12日)
13. MOTHER (2013年7月3日)
14. SATISFACTION?（2013年11月20日）
15. Son Of A Bitch（2014年12月3日）

### アルバム
1. -Abnormal Head Machine-（2009年2月25日）
2. BLACK BORN MARKET（2010年8月18日）
3. BLACK THEORY MANIA（2010年9月15日）
4. BLACK DEAD MUZIC（2010年10月13日）
5. DOGMA(2011年2月2日)
6. VIGOUR(2012年2月1日)
7. THE STALIN -666-(2014年4月9日)